# 8944 Ortigara
8944 Ortigara eller 1997 BF9 är en asteroid i huvudbältet som upptäcktes den 30 januari 1997 av de båda italienska astronomerna Ulisse Munari och Maura Tombelli vid Cima Ekar-observatoriet. Den är uppkallad efter berget Ortigara i Italien.
Asteroiden har en diameter på ungefär 8 kilometer och den tillhör asteroidgruppen Themis.